# 小行星231346
小行星231346（231346 Taofanlin）是鹿林天文台發現的第7顆小行星，時間是2006年3月10日，分類上是一顆主帶小行星。
該小行星以陶蕃麟命名。陶蕃麟是台北市立天文台，即現今的臺北市立天文科學教育館的前展示組長，於2005年退休，並於2006年起推動台灣地區的梅西爾馬拉松活動。